# Hilarigona aberrans
Hilarigona aberrans är en tvåvingeart som beskrevs av Mario Bezzi 1909. Hilarigona aberrans ingår i släktet Hilarigona och familjen dansflugor. Inga underarter finns listade i Catalogue of Life.